# Joseph Gumilla
El padre Joseph Gumilla (Cárcer, provincia de Valencia, España 3 de mayo de 1686 - Los Llanos, 16 de julio de 1750) fue un misionero jesuita, escritor y explorador español que exploró la cuenca del río Orinoco y escribió, además de otras obras, un libro fundamental y de gran valor histórico sobre dicho río: El Orinoco ilustrado y defendido. Es uno de los destacados iniciadores de la Escuela Universalista Española del siglo XVIII.

## Biografía

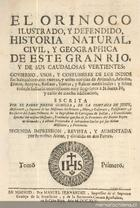
Gumilla dejó una importante documentación sobre el mundo indígena en Colombia y Venezuela.

Nació el 3 de mayo de 1686 en Cárcer (Valencia, España) y murió en algún lugar de Los Llanos venezolanos el 16 de julio de 1750. Formó parte de una expedición de misioneros jesuitas que llegó al Nuevo Reino de Granada en 1705, cuando contaba 19 años de edad. Estudió Filosofía y Teología en la Universidad Javeriana de Bogotá y trabajó en 1714 en Tunja antes de convertirse en misionero en la región de los Llanos del Orinoco. 

### Los Llanos del Orinoco
Su labor misionera en la extensa cuenca del Orinoco fue la meta más importante de toda su vida hasta el momento de su muerte en 1750, es decir, 35 años desde el inicio de su labor como misionero, hasta el punto de que, después de haber cumplido responsabilidades muy importantes dentro de la Compañía de Jesús y haber desempeñado el cargo de rector del Colegio de Cartagena, superior de la Orden (1724 - 1730), viceprovincial del Nuevo Reino por unos meses y procurador ante Madrid y Roma (1738 - 1743) regresó prontamente de Europa con siete jesuitas más, y se dirigió enseguida a su querida tierra del Orinoco, donde pasó los últimos 7 años viviendo como ermitaño, en una especie de retiro voluntario, lo que explica que sea una época de la que se sabe muy poco.

### Su labor misionera
El Padre Gumilla fue un hombre de acción y un investigador acucioso de las ciencias naturales, de la medicina indígena, de la Geografía, la Economía y de los idiomas de los pobladores de la cuenca del Orinoco. Fundó varias poblaciones en los ríos Apure, Meta y en el propio Orinoco. De 1731 a 1736 desarrolla una gran actividad junto con el padre Bernardo Rotella para lograr la afirmación de las reducciones jesuíticas a lo largo del Orinoco medio y bajo. Según sus contemporáneos, su disposición de servicio y sus habilidades no tenían límites: lo mismo hacía de carpintero y albañil, escultor y pintor, que de abogado o médico.

### Valor de su obra científica
Aunque el siglo XVIII fue el de la Ilustración, podríamos decir que José Gumilla se adelantó mucho a su tiempo en este sentido, teniendo en consideración que vivió en la primera mitad de dicho siglo y el máximo desarrollo científico correspondió a la segunda mitad del mismo. Sus notas sobre la Historia Natural del Orinoco sirvieron durante mucho tiempo, como necesaria referencia para todos los científicos interesados en la naturaleza de la zona intertropical, incluyendo, obviamente, a Alejandro de Humboldt y muchos otros viajeros del siglo XIX. Investigó especialmente la fauna y flora del Orinoco, trazando mapas y dibujos que incluía en sus obras. 
El hecho de que la principal obra de Gumilla, El Orinoco ilustrado y defendido... fuese durante mucho tiempo una obra enciclopédica única en el mundo, ampliamente utilizada por científicos, viajeros y exploradores, minimizó el valor de otras obras del Padre Gumilla que trataban temas diversos. Este es el caso de una obra relativamente poco conocida que desarrolla un proyecto suyo sobre la colonización del Orinoco con pobladores procedentes de España. Pero no hacía referencia a colonos o pobladores comunes y corrientes sino a presos y mujeres de mal vivir que, en contacto con la naturaleza primigenia del Orinoco, enmendarían su vida y progresarían social, económica y, sobre todo, moralmente. Una idea roussoniana, evidentemente, aunque el Padre Gumilla fue varias décadas anterior a la obra de Rousseau: el hombre es bueno por naturaleza y la vida y la sociedad pueden influir sobre él de mala manera, por lo que un "regreso" a la naturaleza sería una especie de cura o sanación para su alma y su cuerpo. Los detalles de este proceso de poblamiento fueron cuidadosamente indicados por Gumilla: el sustento inicial de dichos pobladores se haría con base en la pesca fluvial, tan abundante en el Orinoco y en sus afluentes llaneros; después la agricultura, la artesanía y el comercio incipiente harían el resto. Lo minucioso de este proyecto, sobre todo en los inicios prácticos del mismo, se basaba en la propia experiencia que Gumilla tuvo sobre el terreno. Señalaba que: el primer día (sic) los colonos pescarían lo suficiente para mucho tiempo, salando después todo lo que no fueran a consumir de inmediato y a partir de ahí, la recolección de frutos silvestres y la agricultura serían la base de su modo de vida y de su industria y crecimiento.

## Trascendencia
La insistencia de Gumilla en la exploración y colonización de la cuenca del Orinoco en lugar de preocuparse por su vida dentro de la Compañía de Jesús, en la que alcanzó puestos de la máxima responsabilidad, unida al hecho de la expulsión de los jesuitas poco tiempo después vinieron a minimizar el interés por la obra por él realizada. Y, sin embargo, esa insistencia, entre otras razones, es la que explica, sin duda alguna, que Colombia posea ahora el 35 % de la cuenca del Orinoco. El principio del Uti possidetis juris que se mantuvo como idea en la partición del territorio español en América entre las nuevas repúblicas que iban apareciendo, resultó fundamental en el trazado de una delimitación algo extraña y, aparentemente, fortuita. La penetración de los jesuitas en la cuenca del Orinoco (José Gumilla, Filippo Salvatore Gilii, Bernardo Rotella y otros) significó, de la misma forma que los capuchinos valencianos en la península de la Guajira, una ganancia de territorio por parte de la actual Colombia, antes Nueva Granada, y una pérdida del mismo por parte de Venezuela. Desde luego, se trataba de una expansión realizada por los misioneros y no por parte de civiles o militares. Pero a la hora de redistribuir el territorio según el principio del Uti possidetis juris (Como poseéis, seguiréis poseyendo), tuvo mucha importancia el hecho de que, tanto los jesuitas del Orinoco como los capuchinos de la Guajira, procedían de la Nueva Granada: los misioneros fundaron poblaciones (los llamados pueblos de misión) pero el poder civil y territorial, seguía a veces al eclesiástico en los territorios americanos.
Actualmente se conoce con su nombre a la Fundación Centro Gumilla, primer centro de reflexión y acción social de los jesuitas en América Latina, ubicado en Caracas desde 1968 cuando fue fundada por el padre Manuel Aguirre sj.